# Borsdorfer

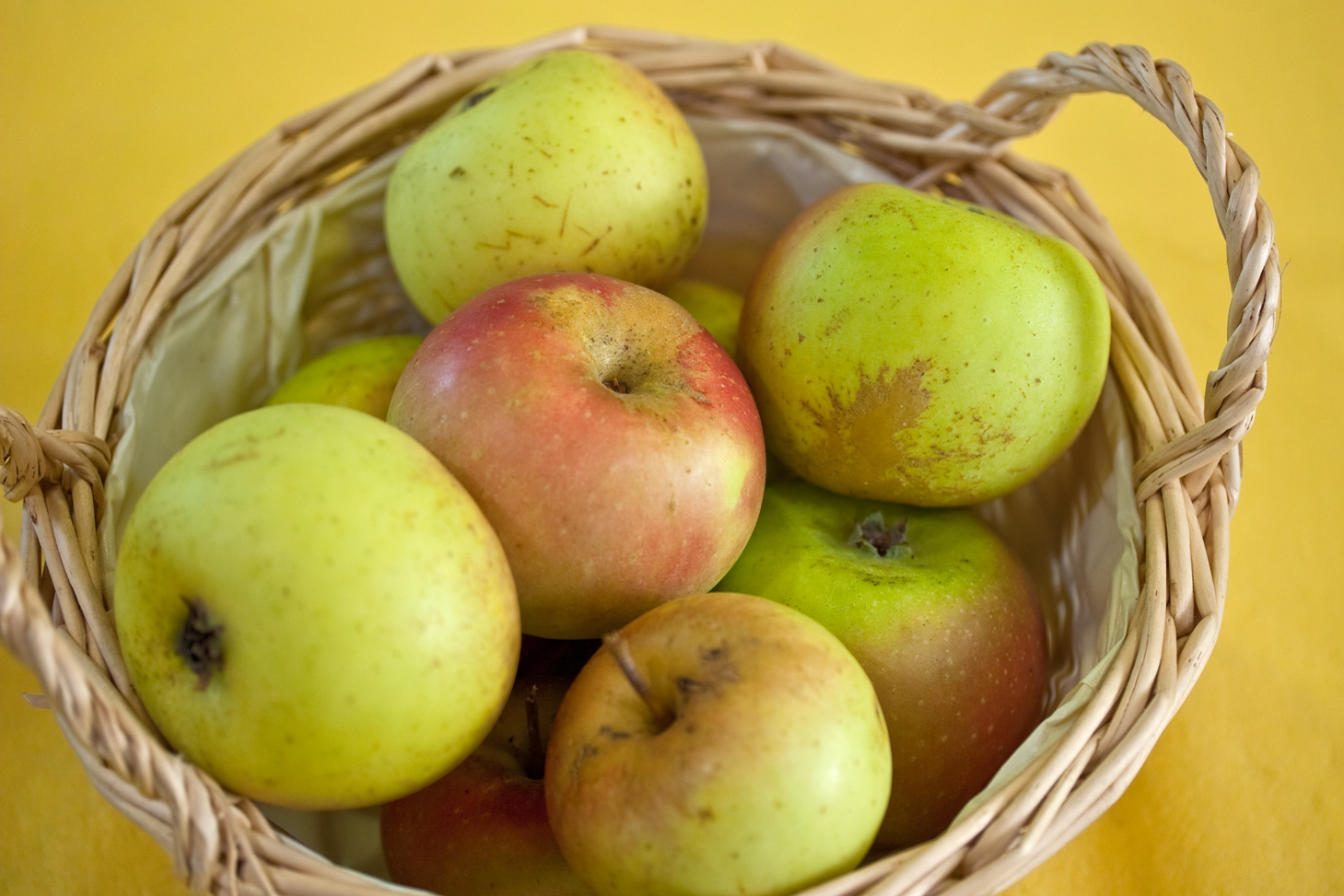
Borsdorfer

Borsdorfer är en gammal äppelsort, redan från 1175 finns uppgifter om äpplet. Äpplets ursprung är omtvistat, men de flesta tror att äpplet härstammar från Sachsen, Tyskland. Äpplet är relativt litet, och dess skal är av en grön och röd färg. Köttet är relativt fast, sött och syrligt. Äpplet mognar i december och håller sig i bra skick till mars. Äpplet passar både som ätäpple såsom köksäpple. I Sverige odlas Borsdorfer gynnsammast i zon 1-2. Det tar många år innan trädet ger skörd.[källa behövs]